# サマーチャンピオン
サマーチャンピオンは、佐賀県競馬組合が佐賀競馬場ダート1400mで施行するダートグレード競走（JpnIII）である。農林水産省が賞を提供しているため、正式名称は「農林水産大臣賞典 サマーチャンピオン」と表記される。

## 概要
ダートグレード競走として2001年に創設され、格付けはGIII、2007年にJpnIIIに変更となった。2003年から農林水産大臣賞典として行われている。2007年からハンデキャップ競走に変更された。
2020年までは8月半ば施行であったが、2021年からは8月下旬もしくは9月上旬での施行となっている。

### 条件・賞金（2024年）
出走条件
出走条件はサラブレッド系3歳以上、選定馬。
- 吉野ヶ里記念で上位2着までに入った佐賀所属馬に優先出走権がある。

負担重量
ハンデキャップ。
賞金等
1着3000万円、2着960万円、3着540万円、4着360万円、5着240万円、DG着外賞は6着90万円、7着60万円、8着30万円、9着以下20万円。
副賞
農林水産大臣賞、地方競馬全国協会理事長賞、日本中央競馬会理事長賞、日本馬主協会連合会会長奨励賞、日本地方競馬馬主振興協会会長賞、佐賀県知事賞、全国公営競馬主催者協議会会長賞、佐賀県馬主会会長賞、佐賀県競馬組合管理者賞（調・騎・厩・助）、NAR生産牧場賞。

## 歴史
- 2001年 - サラブレッド系3歳以上9歳以下の中央競馬・地方競馬指定交流・別定の重賞競走「サマーチャンピオン」を創設。佐賀競馬場のダート1400mで施行。ダート競走格付け委員会によりGIII（統一GIII）、九州限定グレードではKG1に格付け。
- 2003年
  - 出走条件が「サラブレッド系3歳以上9歳以下」から「サラブレッド系3歳以上」に変更。
  - 農林水産省から賞を受け、正式名称を「農林水産大臣賞典 サマーチャンピオン」と表記する。
- 2005年 - 小牧太が騎手として初の連覇。
- 2007年
  - 国際セリ名簿基準委員会(ICSC)の勧告により、格付け表記をJpnIIIに、九州限定グレードはKJ1に変更。
  - 負担重量を別定からハンデキャップに変更[1]。
- 2009年 - ヴァンクルタテヤマが競走馬として初の連覇。
- 2016年 - 中央競馬所属馬の出走枠が1頭増えて5頭となる[4]。
- 2020年 - COVID-19の流行により「無観客競馬」として開催。
- 2021年 - 新型コロナウイルス感染拡大に伴いJRA出走馬4頭中3頭の騎手が佐賀競馬所属騎手の騎乗に変更、優勝馬ラプタスの騎手も当初騎乗予定だった幸英明から鮫島克也に変更された。
- 2023年 - この年はナイターでの開催となる。
- 2024年
  - 本来ならば8月29日の施行予定だったが、台風10号の影響により9月1日に順延することとなった[5]。
  - さらにこの日はJRAの競馬開催日と重なったためJRA所属騎手の騎乗ができず、JRA所属馬は全馬佐賀所属の騎手に乗り替わりとなった[6]。

### 歴代優勝馬
| 回数   | 施行日        | 優勝馬             | 性齢 | 所属 | タイム  | 優勝騎手   | 管理調教師 | 馬主                                 |
| ------ | ------------- | ------------------ | ---- | ---- | ------- | ---------- | ---------- | ------------------------------------ |
| 第1回  | 2001年8月14日 | トシザミカ         | 牝6  | JRA  | R1:25.8 | 河内洋     | 音無秀孝   | 上村叶                               |
| 第2回  | 2002年8月14日 | フジノコンドル     | 牡4  | 笠松 | 1:27.2  | 安藤勝己   | 後藤保     | 国本勇                               |
| 第3回  | 2003年8月18日 | ロングカイソウ     | 牝6  | JRA  | 1:26.8  | 小池隆生   | 大根田裕之 | 中井敏雄                             |
| 第4回  | 2004年8月16日 | ニホンピロサート   | 牡6  | JRA  | 1:26.9  | 小牧太     | 目野哲也   | 小林百太郎                           |
| 第5回  | 2005年8月16日 | アグネスジェダイ   | 牡3  | JRA  | 1:28.3  | 小牧太     | 森秀行     | 渡辺孝男                             |
| 第6回  | 2006年8月15日 | メイショウバトラー | 牝6  | JRA  | 1:26.1  | 佐藤哲三   | 高橋成忠   | 松本好雄                             |
| 第7回  | 2007年8月14日 | キングスゾーン     | 牡5  | 愛知 | 1:27.4  | 安部幸夫   | 原口次夫   | 杉本富士也                           |
| 第8回  | 2008年8月15日 | ヴァンクルタテヤマ | 牡6  | JRA  | R1:25.4 | 倉富隆一郎 | 安田伊佐夫 | 辻幸雄                               |
| 第9回  | 2009年8月17日 | ヴァンクルタテヤマ | 牡7  | JRA  | R1:25.2 | 幸英明     | 武田博     | 辻幸雄                               |
| 第10回 | 2010年8月18日 | セレスハント       | 牡5  | JRA  | 1:26.4  | 福永祐一   | 松永幹夫   | 岡浩二                               |
| 第11回 | 2011年8月16日 | スーニ             | 牡5  | JRA  | R1:23.8 | 川田将雅   | 吉田直弘   | 吉田和美                             |
| 第12回 | 2012年8月15日 | テイクアベット     | 牡4  | JRA  | 1:25.0  | 幸英明     | 湯窪幸雄   | 加藤守                               |
| 第13回 | 2013年8月13日 | エーシンウェズン   | 牡6  | JRA  | 1:27.0  | 川田将雅   | 野中賢二   | （株）栄進堂                         |
| 第14回 | 2014年8月19日 | エーシンビートロン | 牡8  | JRA  | 1:26.1  | 武幸四郎   | 西園正都   | （株）栄進堂                         |
| 第15回 | 2015年8月18日 | タガノトネール     | 騸5  | JRA  | 1:26.2  | 川田将雅   | 鮫島一歩   | 八木良司                             |
| 第16回 | 2016年8月18日 | グレイスフルリープ | 牡6  | JRA  | 1:25.7  | 小牧太     | 橋口慎介   | 前田晋二                             |
| 第17回 | 2017年8月16日 | ラインシュナイダー | 牡5  | JRA  | 1:26.1  | 武豊       | 沖芳夫     | 大澤繁昌                             |
| 第18回 | 2018年8月14日 | エイシンバランサー | 牡6  | 兵庫 | 1:25.7  | 下原理     | 新子雅司   | 平井克彦                             |
| 第19回 | 2019年8月14日 | グランドボヌール   | 牡5  | JRA  | 1:26.6  | 和田竜二   | 鈴木孝志   | 田畑利彦                             |
| 第20回 | 2020年8月12日 | サヴィ             | 牡6  | JRA  | 1:26.3  | 和田竜二   | 中内田充正 | ゴドルフィン                         |
| 第21回 | 2021年9月1日  | ラプタス           | 騸5  | JRA  | 1:25.9  | 鮫島克也   | 松永昌博   | （株）ヒダカ・ブリーダーズ・ユニオン |
| 第22回 | 2022年8月25日 | シャマル           | 牡4  | JRA  | 1:25.5  | 川須栄彦   | 松下武士   | 金山敏也                             |
| 第23回 | 2023年8月31日 | サンライズホーク   | 騸4  | JRA  | 1:25.6  | M.デムーロ | 牧浦充徳   | （株）ライフハウス                   |
| 第24回 | 2024年9月1日  | アラジンバローズ   | 騸7  | 兵庫 | 1:25.9  | 下原理     | 新子雅司   | 猪熊広次                             |

- Rは、コースレコードを示す。

#### 各回競走結果の出典
- サマーチャンピオン（Jpn3）　歴代優勝馬
- JBISサーチ
  - 2001年、2002年、2003年、2004年、2005年、2006年、2007年、2008年、2009年、2010年、2011年、2012年、2013年、2014年、2015年、2016年、2017年、2018年、2019年、2020年、2021年、2022年、2023年